# Aynur Sofiyeva
Aynur Sofiyeva ou Aïnour Sofieva est une joueuse d'échecs et une femme politique azerbaïdjanaise née le 19 juillet 1970 à Qax, qui a le titre de Grand maître international féminin depuis 1991.

## Biographie et carrière

### Joueuse d'échecs
En 1989, Aynur Sofieva finit deuxième du championnat d'URSS féminin.
En 1990 à Santiago, elle remporte la médaille d'argent au championnat d'Europe d'échecs junior féminin (catégorie d'âge des moins de 20 ans) et la médaille d'or aux championnats du monde universitaires (FISU) à Odessa. 
Elle participa à deux tournois interzonaux féminins, finissant à la 8e-12e place à Subotica en 1991 et à la 6e-8e place à Jakarta en 1993.
Khayala Abdulla représenta deux fois son pays aux Olympiades d'échecs féminines, en 1992 et 1994, à chaque fois au premier échiquier. Lors de l'Olympiade d'échecs de 1992, l'équipe féminine d'Azerbaïdjan finit septième de la compétition.
De 2002 à 2007, elle fut présidente de la fédération azerbaïdjanaise des échecs.

### Activités politiques
En 1995, elle entame une carrière politique en rejoignant le Parti du nouvel Azerbaïdjan (parti au pouvoir). Elle travailla comme conseiller juridique au ministère du travail et de la protection sociale. En 2000, elle a été élue députée à l'Assemblée nationale (Milli Majlis) d'Azerbaïdjan. Dans les listes du parti était sous le numéro 16. Par décret du président de la République azerbaïdjanaise Ilham Aliyev le 16 mars 2007 , Aynur Sofiyeva a été nommée vice-présidente du Comité d'État pour la famille, les femmes et les enfants. Immédiatement après sa nomination, elle a démissionné du poste de président de la Fédération d'échecs d'Azerbaïdjan.